# Тамират Тола
Тамира́т То́ла Абе́ра (амх. ታምራት ቶላ; род. 11 августа 1991, Sebeta, Оромия) — эфиопский легкоатлет, специализирующийся в беге на длинные дистанции. Чемпион мира по марафону 2022 года, бронзовый призёр Олимпийских игр 2016 года в беге на 10 000 метров. Чемпион мира по кроссу в командном зачёте (2015). Олимпийский чемпион 2024 года в марафонском беге.

## Биография
Выступает на соревнованиях с 2013 года, преимущественно в кроссе и беге по шоссе. Становился победителем полумарафона в Ческе-Будеёвице (2013), кроссов в Алькобендасе (2015) и Севилье (2016), 10-километровых пробегов в Аддис-Абебе и Больцано (2015).
На дебютном марафоне в Дубае в 2014 году занял четвёртое место с результатом 2:06.17.
За сборную Эфиопии выступал на чемпионате мира по кроссу 2015 года, где финишировал 6-м на 12-километровой дистанции и завоевал золото в командном зачёте. В 2016 году был 5-м на чемпионате мира по полумарафону в британском Кардиффе с личным рекордом 1:00.06. В составе сборной взял серебро командного первенства.
На эфиопском олимпийском отборе на дистанции 10 000 метров (проходил на Мемориале Фанни Бланкерс-Кун в нидерландском Хенгело) занял второе место после Йигрема Демелаша. Благодаря этому успеху был включён в команду для поездки в Рио-де-Жанейро. На Играх завоевал бронзовую медаль, уступив в решающем забеге только олимпийскому чемпиону британцу Мохаммеду Фараху и кенийцу Полу Тануи. В борьбе за подиум он опередил Демелаша всего на одну сотую секунды.
В январе 2017 года выиграл престижный Дубайский марафон с новым личным рекордом и 17-м результатом в мировой истории — 2:04.11.
Тренируется под руководством Гемеду Дедефо. Выступает за полицию региона Оромия.

## Основные результаты
| Год  | Турнир                         | Место проведения         | Дисциплина  | Место | Результат |
| ---- | ------------------------------ | ------------------------ | ----------- | ----- | --------- |
| 2015 | Чемпионат мира по кроссу       | Гуйян, Китай             | кросс 12 км | 6-е   | 35.33     |
| 2016 | Чемпионат мира по полумарафону | Кардифф, Великобритания  | полумарафон | 5-е   | 1:00.06   |
| 2016 | Олимпийские игры               | Рио-де-Жанейро, Бразилия | 10 000 м    | 3-е   | 27.06,26  |